# Born in Mississippi, Raised Up in Tennessee
Born in Mississippi, Raised Up in Tennessee — студійний альбом американського блюзового музиканта Джона Лі Гукера, випущений у 1973 році лейблом ABC.

## Опис
Цей альбом був записаний під час тих самих сесій, що і попередній Never Get Out of These Blues Alive 1972 року, однак вийшов на ABC лише наступного року. Сесії звукозапису відбулись 28 і 29 вересня 1972 року на студії Wally Heider Studios в Сан-Франциско, штат Каліфорнія. У записі взяли участь різні сесійні музиканти, зокрема Лютер Такер, Стівен Міллер, Елвін Бішоп, Мел Браун, Бенні Роу, Марк Нафталін та ін. На пісні «Going Down» співав Ван Моррісон.

## Список композицій
1. «Born in Mississippi, Raised Up in Tennessee» (Джон Лі Гукер) — 5:57
2. «How Many More Years You Gonna Dog Me 'Round?» (Джон Лі Гукер) — 5:20
3. «Going Down» (Вільям Дон Нікс) — 9:18
4. «Younger Stud» (Джон Лі Гукер) — 8:43
5. «King of the World» (Джон Лі Гукер) — 6:05
6. «Tell Me You Love Me» (Джон Лі Гукер) — 6:00

## Учасники запису
- Джон Лі Гукер — вокал, гітара
- Ван Моррісон — вокал (3)
- Лютер Такер (1, 2, 4, 5), Кліфф Каултер (1, 2), Ван Моррісон (3), Рей Маккарті (4), Пол Вуд (4), Мел Браун (5) — гітара
- Елвін Бішоп (3), Бенні Роу (6) — слайд-гітара
- Оскар Брашир — флюгельгорн (1, 2, 6)
- Джордж Боганнон — тромбон (1, 2, 6)
- Джон Клеммер — тенор-саксофон (1, 2, 6), сопрано-саксофон (2, 6)
- Дон Менза — баритон-саксофон (1, 2, 6)
- Кліфф Каултер — електрична мелодіка (1, 5)
- Дон «Шугаркейн» Гарріс (3, 5), Майкл Вайт (4) — скрипка
- Стівен Міллер (1), Марк Нафталін (3, 4) — фортепіано
- Роберт Гукер — орган (1, 3, 4, 6)
- Роберт Гукер (2, 5), Стівен Міллер (3), Кліфф Каултер (4, 6) — електричне піаніно
- Джино Скеггс (1—3, 5, 6), Джон Кан (4) — бас-гітара (Fender)
- Мел Браун — бас-гітара (2)
- Кен Свонк (1, 2, 5), Чак Крімеллі (3), Рон Бек (4, 6) — ударні
- Марті Макколл, Блінкі Вільямс Ома Дрейк— бек-вокал (4—6)

Технічний персонал
- Ед Мішель — продюсер
- Кен Гопкінс — інженер
- Бейкер Бігсбі — мікшування
- Ел Крамер, Філ Мелнік — фотографія
- Рубі Мазур — дизайн